# Las Araucarias (empresa)
Sociedad de Transporte Las Araucarias S.A., conocida simplemente como Las Araucarias, fue una empresa chilena de transporte público. Operaba 21 recorridos en etapa de régimen del sistema Transantiago, toda de la Zona G, eje vial sur. Fue una sociedad anónima cerrada constituida por capitales chilenos.

## Historia

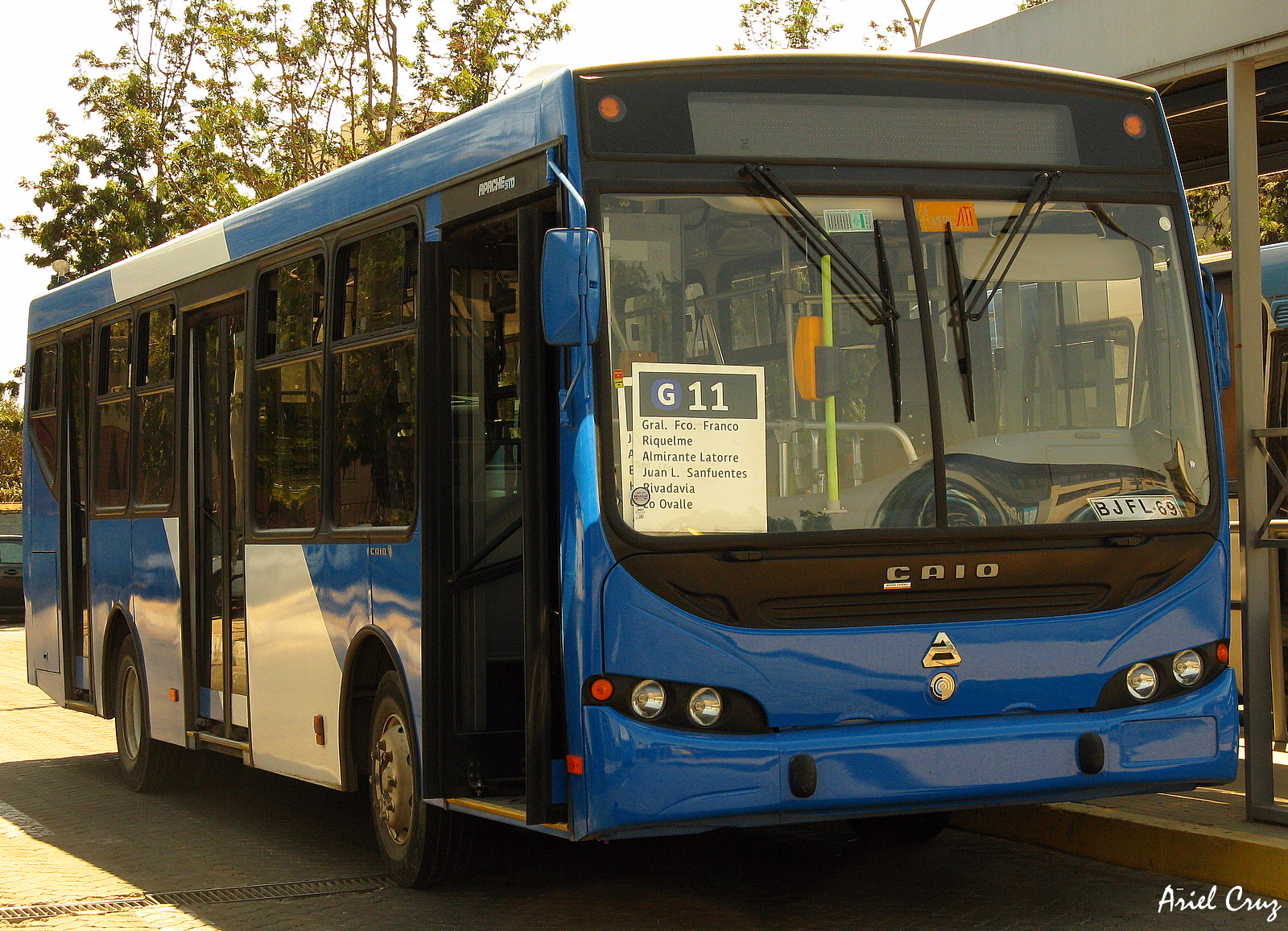
Recorrido G11, EIM Lo Ovalle - Lo Blanco que fue operado por Las Araucarias

Fue fundada el 7 de enero de 2009 en el marco del proceso de relicitación de la Zona G, siendo una filial de Trans Araucarias
En febrero de 2009, se adjudica la operación de la Zona G. En la instancia se hace cargo de manera paulatina de los servicios asignados. Llegó a operar 21 recorridos alimentadores, numerados del G01 al G22. Se diferenciaba de otros servicios locales por ser de color azul con una franja blanca.
En marzo de 2012 la empresa es declarada en quiebra por el Primer Juzgado Civil de San Miguel. En la instancia se acogió la demanda interpuesta por Mercedes-Benz do Brasil en contra de Las Araucarias, por deudas que superaban los USD 3.4 millones.
Producto de este proceso y una reestructuración del sistema sus servicios son asignados en junio de 2012 a Subus Chile. De esta manera la empresa sale del sistema Transantiago el 31 de agosto del mismo año.

## Terminales
Las Araucarias contaba con 3 depósitos para su flota, ubicados en las siguientes locaciones:
- Av. Lo Blanco 0655, La Pintana.
- Prolongación calle Eyzaguirre 1801, San Bernardo.
- Los Nogales 2845, La Pintana.

## Material rodante
Las Araucarias comenzó con la adquisición de su flota de buses una vez iniciada sus operaciones. En efecto, adquirió en febrero de 2009, 69 buses carrozados por Caio en chasis Mercedes-Benz O-500U, modelo Mondego H. 
En marzo de 2009, la empresa adquiere 122 minibuses carrozados por Caio en chasis Mercedes-Benz LO-915, modelo Foz, y 1 minibus Marcopolo Senior en el mismo chasis. 
Entre abril y mayo de 2009, 6 minibuses carrozados por Metalpar y Neobus, modelos Pucara Evolution y Thunder+, en chasis Agrale MA-9.2.
Entre junio de 2009 y febrero de 2010 se incorporaron 46 buses carrozados por Metalpar, Neobus y Caio, modelos Tronador, Mega, Apache y Mondego, en chasis Agrale MT-12LE.

## Identificación de Servicios
Las Araucarias operaba los servicios de la Zona G del Transantiago (durante febrero de 2009 y junio de 2012)

### Servicios Zona G
| Recorrido | Inicio                  | Fin                      |
| --------- | ----------------------- | ------------------------ |
| G01       | Villa 4 de Septiembre   | Santa Rosa Paradero 21   |
| G02       | Pza. San Bernardo       | Puente Los Morros        |
| G03       | Pob. Portezuelo         | San Francisco            |
| G04       | La Cisterna             | Santo Tomás              |
| G05       | Pob. El Castillo        | La Cisterna              |
| G07       | Pza. San Bernardo       | Lo Herrera               |
| G08       | Pob. La Selva           | La Cisterna              |
| G08v      | Nos                     | La Cisterna              |
| G09       | Cem. Parque Sacramental | Puerta Sur               |
| G10       | Santo Tomás             | Santa Rosa               |
| G11       | Lo Blanco               | Lo Ovalle                |
| G12       | Lo Ovalle               | Cementerio Metropolitano |
| G13       | La Cisterna             | El Castillo              |
| G14       | Lo Blanco               | Pob. Valle Nevado        |
| G15       | La Cisterna             | Santo Tomas              |
| G16       | La Cisterna             | Lo Blanco                |
| G17       | La Cisterna             | Población San Esteban    |
| G18       | Santa Rosa P. 30        | Lo Ovalle                |
| G19       | Lo Blanco               | Santa Rosa               |
| G21       | Calderon de la Barca    | Plaza de San Bernardo    |
| G22       | Villa España            | La Cisterna              |